# Уманське лісове господарство
Державне підприємство «У́манське лісове господарство» — структурний підрозділ Черкаського обласного управління лісового та мисливського господарства.
Офіс знаходиться в селі Дмитрушки Уманського району Черкаської області.

## Історія
Підприємство було утворене 1932 року, сучасний статус отримало згідно з наказом Держкомлісгоспу України № 96 від 3 лютого 2005 року.

## Лісовий фонд
Лісовий фонд підприємства розміщений на території Уманського району та частково на території Тальнівського району.
Загальна площа лісового фонду складає 30332,6 га, з них під лісами 28142,6 га. Молодняк охоплює територію 15,4 % території, середньовікові ліси — 51,2 %, пристигаючі — 17 %, стиглі та перестійні — 16,4 %. Дуб звичайний займає 65,9 % території, ясен — 16,2 %, граб — 2,6 %, хвойні — 2,2 %, м'яколистяні — 4,1 %.

## Лісництва
Лісове господарство охоплює 7 лісництв:
- Жашківське лісництво
- Маньківське лісництво
- Монастирищенське лісництво
- Синицьке лісництво
- Собківське лісництво
- Потаське лісництво
- Юрківське лісництво

## Об'єкти природно-заповідного фонду
У віданні лісового господарства знаходяться 16 об'єктів природно-заповідного фонду загальною площею 870,91 га:
- Синюський ландшафтний заказник — 16 га
- Собківський ботанічний заказник — 1,8 га
- Юрківський ботанічний заказник — 3,5 га
- заповідне урочище Герман — 240 га
- заповідне урочище Великий ліс — 15,6 га
- заповідне урочище Берези — 28 га
- заповідне урочище Діброва Ф. І. Дубковецького — 30,4 га
- заповідне урочище Стінка — 80 га
- дендропарк «Дружба» — парк-пам'ятка садово-паркового мистецтва — 9 га
- Монастирищенський парк — парк-пам'ятка садово-паркового мистецтва — 40 га
- Тальнівський парк — парк-пам'ятка садово-паркового мистецтва — 406 га
- ботанічна пам'ятка природи Віковий дуб — 0,01 га
- ботанічна пам'ятка природи Насадження сосни Веймутової — 0,1 га
- ботанічна пам'ятка природи Насадження сосни кримської — 0,2 га
- ботанічна пам'ятка природи Одинокі дерева бука — 0,2 га
- ботанічна пам'ятка природи Одинокі дерева софори — 0,1 га